# Cavia intermedia
Cavia intermedia là một loài động vật có vú hiếm trong họ Caviidae, bộ Gặm nhấm. Loài này được Cherem, Olimpio, & Ximenez miêu tả năm 1999. 
Hiện tại, loài này thuộc loài cực kỳ nguy cấp, chỉ còn sống ở một số đảo của Brasil ven biển nam Đại Tây Dương ở Nam Mỹ.